# Twist Time/Silvanetta
Twist Time/Silvanetta è un singolo di Mino Reitano, più precisamente di "Beniamino con il complesso Franco Reitano & His Brothers", pubblicato su vinile a 45 giri (numero di catalogo C.P. 104, audio mono, dimensioni 17,5 cm) dall'etichetta discografica Euterpe nel 1963.
I testi delle due canzoni sono di Antonio Esposito, mentre le musiche sono di Franco Reitano.

## Tracce

### Lato A
- Twist Time (Antonio Esposito, Franco Reitano)

### Lato B
- Silvanetta (Antonio Esposito, Franco Reitano)

Arrangiamenti: Franco Reitano & His Brothers.